# Gina Pane
Pour les articles homonymes, voir Pane.
Gina Pane est une artiste plasticienne française. Artiste performeuse, elle est l'une des représentantes de l'art corporel.

## Biographie
Née à Biarritz 24 mai 1939, d’un père italien restaurateur de piano et d’une mère autrichienne. Gina Pane grandit à Turin avec sa sœur jusqu’en 1961 lorsqu’elle décide de partir étudier à Paris. Elle fait ses études aux Beaux-Arts de Paris de 1961 à 1966 (section Peinture et Lithographie) et aux Ateliers d'art sacré. De sa formation classique aux Beaux-Arts, elle conservera un intérêt sans cesse renouvelé pour le corps. Sa carrière de performeuse débute en 1968 lorsqu’elle décide de rompre avec l’acte de peindre, dès lors elle met le corps au centre de sa création artistique.
Elle enseignera à l'école supérieure des beaux-arts du Mans de 1975 à 1990 et dirigera un atelier de performance au Centre national d'art et de culture Georges-Pompidou en 1978 et 1979 à la demande de Pontus Hulten. Dans les dernières années de sa vie, elle était en couple avec Anne Marchand avec qui elle a collaboré pour le court-métrage Solitrac (1968). Elle meurt prématurément en 1990 à Paris des suites d'un cancer.

## Œuvre
- Si vous ne connaissez pas le sujet, laissez ce bandeau (vous pouvez alors contacter les auteurs).
- Si vous supprimez le contenu mis en cause (vous pouvez préalablement contacter les auteurs),

argumentez précisément cette suppression dans la page de discussion
(un manque de référence n'est pas un argument ; une recherche réelle de référence doit avoir été effectuée, être formellement documentée).

### Analyse de l'œuvre
Gina Pane a réalisé des peintures géométriques (1962-1967) avant de s’investir dans les sculptures et les installations. Proches des explorations de Bruce Nauman et Robert Morris, ses premières peintures, hors d’une recherche formelle, engagent déjà ses thèmes de travail futurs. La relation du corps à la nature détermine ses sculptures et surtout ses premières actions. Figure majeure de l’art corporel des années 1970, elle a composé une série d'actions minutieusement préparées et documentées, où chaque geste est accompli avec une dimension rituelle.
Dès les années 1970, Gina Pane se sert de son corps comme outil de création comme de nombreuses performeuses telles que Ana Mendieta, Valie Export et Marina Abramović. De cette façon, elles dénoncent les normes que la société impose aux corps et en particulier aux corps des femmes. La performance permet aux artistes féminines de se réapproprier leurs corps dans l’art qui a longtemps été réduit à un rôle de modèle, dépendant de la vision masculine.

#### Les actions
Toute action de Gina Pane comporte 3 phases. La première étape est la préparation, la genèse du projet consiste à la réalisation de dessins, de textes, de photographies, préparation du processus des gestes. La seconde étape est la réalisation de l’action elle-même. Lors de l’action, Françoise Masson, la photographe officielle de Gina Pane, était chargée de capturer la performance selon les instructions précise de l’artiste. La troisième étape est la sélection des photographies. Gina Pane porte une grande importance aux constats photographiques qui sont la formalisation plastique de l’action. Les images fixes ne restituent que certains moments de la performance à l’inverse de la vidéo qui retranscrit la totalité de l’action. Ce pourquoi Gina Pane utilise des séries séquentielles afin de restituer au mieux l’action passée.
La parole est exclue de l'action, elle utilise son corps comme moyen de communication, il devient langage. Lors de ces actions, elle porte souvent un pantalon et une chemise blanche, rapprochant son corps de la toile prête à être peinte. Les actions sont souvent impressionnantes par leur dureté et la douleur qu'elles engendrent. Elle se penche sur les souffrances du corps féminin et insiste que ses gestes ne sont pas de la mutilation mais des blessures. Elles figurent son engagement et sa révolte. Comme elle le dit elle-même : « Je me blesse mais ne me mutile jamais. (...) La blessure? Identifier, inscrire et repérer un certain malaise, elle est au centre».
Gina Pane préfère le terme "action" à performance et happening qui induisent une connotation théâtrale.

### Trois périodes de productions artistiques
Gina Pane distingue elle-même trois périodes dans son évolution artistique.

#### Première période: De 1968 à 1970
Une première période où Gina Pane est seule dans la nature elle déplace des éléments naturels, son corps est un lien entre deux lieux et des éléments avec lesquels elle entretient une relation intime. Par ses actions corporelles, elle met en question la relation personnelle à la nature dans Pierres déplacées une action dans laquelle elle déplace des petites pierres de l'ombre à la lumière (1968), Terre protégée (1968-1970) ou Enfoncement d'un rayon de soleil (1969). Ses actions ou ses installations se déroulent souvent dans l'intimité.

#### Seconde période: de 1971 à 1979
Entre 1971 et 1979 ses actions seront mises en œuvre dans son atelier puis en public, elles supposent toutes une blessure. Cette seconde période pose la problématique du corps actif face au public. Le support du travail est l'espace-temps. De l'œuvre d'art proprement dite, il reste le relevé photographique d'un certain nombre de moments soigneusement choisis et l'objet performatif. Les actions constituent une recherche d'un autre langage, d'une pratique biologique de l'existence par une tentative de transformation de l'individu au travers d'une volonté de communion avec l'Autre. L'action Escalade non-anesthésiée, 26 juin 1971 est l'une de ses premières actions réalisées au sein de son atelier. En 1973 à la Galerie Diagramma à Milan, Gina Pane réalise par exemple une action nommée Azione sentimentale devant un public au premier rang exclusivement féminin. Dans cette dernière, l'artiste répète deux fois la même séquence, avec pour accessoire un bouquet de roses rouges, puis un bouquet de roses blanches. Passant progressivement de la station debout à la position fœtale, elle exécute d'abord un mouvement de va-et-vient avec le bouquet, avant de se mettre les épines d'une rose dans le bras et de pratiquer une incision avec une lame de rasoir dans la paume de sa main. Son bras se transforme alors en rose, la blessure évoquant les pétales et l'avant-bras représentant la tige de la fleur.

#### Troisième période: de 1980 à 1989
De 1980 à 1989, Gina Pane entreprend la troisième phase de son évolution artistique : Les Partitions, entre installations et sculptures qui font référence à ses actions passées. Le rôle du corps et sa relation au monde demeurent le sujet central. Le langage mis en place dans ses actions est alors utilisé dans un travail de création autonome. La représentation de la blessure devient symbolique. Les Partitions mêlent des photographies de ses précédentes blessures à divers objets (jouets, verre, etc.) déjà présents dans ses actions. En outre, elle s'inspire de l'iconographie traditionnelle religieuse et de la vie des saints. Dans les dernières Partitions, la matérialité du corps se retrouve traduite au travers de matériaux tels le bois, le fer, le verre et le cuivre. Par la voie du souvenir, de ses actions et par les évidentes références à l'histoire de l'art d'Ucello à Memling, Gina Pane révèle une démarche profondément liée au sacré.

### Le langage du corps et la blessure
Gina Pane envisage le corps comme le support de l’expression artistique mais également en tant que moyen de communication. Pendant ses performances, l’artiste reste muette mais se sert de son corps afin d’exprimer un message. Elle déclare dans le magazine féministe Sorcières que le discours du corps est le lien unique : un signe de communication . A ce propos l’artiste écrit « Mes expériences corporelles démontrent que le « corps » est investi et façonné par la Société : elles ont pour but de démystifier l’image du « corps » ressentie comme bastion de notre individualité pour la projeter dans sa réalité essentielle, de fonction de médiation sociale. ».
Dans la seconde période de créations, le discours du corps de Gina Pane est intimement lié à la blessure et au sang. Ses actions entre 1971 et 1979 sont construites autour de la blessure. La douleur de l’Escalade non-anesthésiée est avant tout symbolique, le sang ne coule pas véritablement dans cette action mais c’est bien le cas pour de nombreuses autres de ses performances, notamment l’action Autoportrait(s) (1973), l’Action Laure (1977), l’action Mezzogiorno a Alimena (1978). Mettre son corps a mal est une façon de sortir de la représentation habituelle de la société. Gina Pane avec le langage du corps et la blessure, donne à voir et à ressentir la souffrance souhaitant se débarrasser de la perversion de la société marchande. C’est également un moyen de s’insurger contre les dictas et tabous qui pèsent sur les corps dont ceux des femmes en particulier qui doivent être beaux, parfaits et jeunes. La mutilation de Gina Pane peut choquer le spectateur voir provoquer en lui de l’aversion, ce qui est certain c’est qu’elle ne laisse pas indifférent. La blessure inscrit un malaise chez le spectateur qui provoque l’empathie et renvoi à son propre corps, et témoigne de la sensibilité de chacun. L’ouverture du corps est pour la performeuse un moyen de se rapprocher de l’altérité, de constituer une communion symbolique avec autrui en touchant à la chair. Entre 1968-1981, Gina Pane s'attache a mettre en évidence un lien universel a la nature, puis entre les êtres humains.
Dans la troisième phase de ses productions, la sacralité sous-jacente aux œuvres de Gina Pane prend corps dans les Partitions qui inspirées par les martyrs.
Ce langage du corps relève également d’une universalité de l’humain ; le partage de l’expérience corporelle et du sang comme symbole de vie ainsi que la douleur commune éprouvée. Elle écrit « Le corps a sa place capitale dans le “nous.” », il y a une volonté de rompre avec l’individualité pour créer un sentiment de partage et de communion.

### Chronologie de l'œuvre
De 1967 à 1990, son œuvre a été présentée à travers de nombreuses expositions personnelles et collectives, actions et installations. Gina Pane est représentée par la galerie Kamel Mennour, à Paris.

#### Expositions personnelles
- 1967
  - Papiers collés, peintures et structures affirmées, Galerie Simone Heller, Paris

- 1972
  - Gina Pane, Galerie Diagramma, Milan

- 1974
  - Constats des actions : Transfert, Azione sentimentale, Psyché (essai), Galerie Stadler, Paris
  - Gina Pane, Galerie Krinsinger, Innsbruck, Autriche

- 1976
  - Gina Pane – Images = images, Galerie Stadler, Paris

- 1978
  - Constats d’Actions de 1973 à 1977, Galerie Isy Brachot, Bruxelles
  - Atelier « Performance », cycle d’enseignement par Gina Pane, Centre Georges Pompidou, Musée national d’art moderne, salle de cinéma, Paris

- 1980
  - Travail d'action, Galerie Isy Brachot, Paris

- 1981
  - Art corporel, Gina Pane : Action d'actions, Maison de la culture, Nevers
  - Partition Action, Franklin Furnace, New York
  - Gina Pane : Partitura dell’azione : « C’est la nuit, chérie… », Multimedia Arte Contemporanea, Brescia

- 1982
  - Petit voyage Oh! Oh! en couleurs - Partition Action, Kunstlerhaus Bethanien, Daad, Berlin

- 1983
  - Partition, Galerie Arapède, Tours
  - Partitions, Galerie Isy Brachot, Paris

- 1984
  - Gina Pane : Guerre - Partizioni, Marginalia delle forme d’arte, Turin

- 1985
  - Gina Pane, École nationale d'art décoratif, Limoges.
  - Gina Pane « Partitions », opere multimedia, 1984-1985, Padiglione d'Arte contemporanea, Milan

- 1986
  - La Légende dorée, 1984-86, musée d'art moderne, Villeneuve-d'Ascq

- 1987
  - Gina Pane, Galerie Christine et Isy Brachot, Bruxelles

- 1988
  - Gina Pane, La chair ressuscitée, Galerie Isy Brachot, Foire internationale d’art contemporain, Grand Palais, Paris

- 1989
  - Gina Pane, œuvres récentes, Galerie Joseph Dutertre, Rennes
  - Kunst Station, Sankt Peter, Cologne.

- 1990
  - Gina Pane, Palau de la Virreina, Barcelone
  - Gina Pane, Cadran Solaire et Passages, Centre d’art contemporain, Troyes
  - Museo d'arte contemporanea, Ferrare
  - Gina Pane, Centre d’art contemporain Pablo Neruda, Corbeil-Essonnes

- 1991
  - Gina Pane, Fonds régional des Pays de la Loire, Clisson
  - Gina Pane, Palais des congrès et de la culture, Le Mans
  - Gina Pane, Curt Marcus Gallery, New York
  - Gina Pane, Galerie Christine et Isy Brachot, Paris
  - Gina Pane : la chair ressuscitée, Foire internationale d’art contemporain, galerie Isy Brachot, Grand Palais, Paris

- 1996
  - « Gina Pane », Les revues parlées, Musée national d'art moderne, Centre Georges-Pompidou, Paris
  - « Azione Teorica », ed altri lavori 1974-1977, Studio Morra, Naples

- 1998
  - Gina Pane, Opere 1968-1990, Chiostri di San Domenico, Reggio Emilia

- 2000
  - Les dessins de Gina Pane, École supérieure des beaux-arts, Collégiale Saint-Pierre-la-Cour, Le Mans
  - Tout ici ressemble à là-bas, Musée d’art moderne et contemporain (Mamco), Genève

- 2001-02
  - Gina Pane, John Hansard Gallery, The University of Southampton ; Arnolfini Gallery, Bristol ; Tate Modern, Londres

- 2002
  - Gina Pane, dessins, musée des Beaux-Arts, Nancy

- 2003
  - Gina Pane, Terre protégée, Centre d’art contemporain, parc Saint-Léger, Pougues-les-Eaux

- 2004
  - Gina Pane (œuvres en dépôt dans la collection du Fonds régional d’art contemporain des Pays de la Loire), Musée de l’Abbaye de Sainte-Croix, les Sables d’Olonne
  - Gina Pane - événement, Galerie « l’Atelier sur l’herbe », École régionale des Beaux-Arts de Nantes (organisé par les Archives de la Critique d’art de Châteaugiron)

- 2005
  - Gina Pane, Terre – Artiste – Ciel, Centre Georges-Pompidou, Musée national d’art moderne, Galerie du Musée
- 2006
  - Gina Pane, galerie Joseph Dutertre, Mézières-sur-Couesnon
- 2009
  - Situation idéale, Frac des Pays de la Loire, Musée des beaux-arts, Nantes
- 2010
  - Gina Pane, Les Ultimes, Galleria L'Elefante, Trévise
- 2012
  - Museo d'Arte Moderna e Contemporanea di Trento, Rovereto
- 2012
  - galerie kamel mennour, Paris[2]
- 2013
  - Gina Pane / Joan Jonas, Contemporary Arts Museum, Houston[1]

#### Actions
- 1968
  - Presque cercle, Ury (France)
  - Pierres déplacées, Vallée de l'Orco, Turin
  - Lecture dans un jardin potager, Ecos
  - J’ai tracé au crayon sur les deux pierres l’empreinte de l’eau laissée par le torrent de l’Orco, Rivarolo Canavese (Italie)

- 1969
  - Situation idéale : artiste - terre - ciel, Ecos (France)
  - Autocritique, Turin
  - Work in progress, American Center for students and artists, Paris
  - Alignement infini, Deauville
  - Appropriation d'un événement dans le but de le provoquer dans un autre lieu, Parco Piccolo Valentino, Turin
  - Enfoncement d'un rayon de soleil, Ecos
  - Table de lecture – terre ciel, Turin
  - Premier projet du silence, atelier, Turin
  - Premier projet du silence, Galerie Franzp (Franz Paludetto), Turin

- 1970
  - Blessure théorique, Atelier de l’artiste, Paris
  - Terre protégée II, Pinerolo Canavese, Turin
  - Continuation d'un chemin de bois, Ury
  - Mon corps ou Pierres de corps, Ury
  - Semences de graines de chanvre, Ury
  - Narcisse, Jarcy
  - Hommage à Yves Klein, Atelier de l’artiste, Paris
  - Manipulation d’humus, Ury
  - Deuxième projet du silence, Ury

- 1971
  - Escalade non-anesthésiée, Atelier de l’artiste, Paris
  - Hommage à un jeune drogué, Galerie du Fleuve, Bordeaux
  - Quatrième projet du silence, Musée Galliéra, Paris
  - Nourriture / Actualités T. V. / Feu, chez M. et Mme Frégnac, Paris

- 1972
  - Le lait chaud, chez Jean et Mila Boutan, Paris
  - Lecture d'un certificat médical de Me R. S. , Atelier de l’artiste Paris
  - Action posthume, Paris
  - Vie - mort - rêve, IVe Festival international, Belgrade.
  - Je, Place aux Œufs, Bruges

- 1973
  - Autoportrait(s), Galerie Stadler, Paris
  - Transfert, Space 640, Saint-Jeannet-lès-Vence
  - Azione sentimentale, Galerie Diagramma, Milan

- 1974
  - Psyché' (essai), Galerie Stadler, Paris
  - Death control, Galerie Diagramma, Foire de Bâle
  - Azione melanconica 2 × 2 × 2, Studio Morra, Naples
  - Enneigés blessés, Turin, Italie

- 1975
  - Le corps pressenti, Galerie Krinzinger, Innsbruck, Autriche
  - Discours mou et mat, Galerie de Appel, Amsterdam
  - Death control, Galerie Stadler, Paris

- 1976
  - La mise en action imagée d’une séquence : « le Secret », Galerie Stadler, Paris
  - Il caso n° 2 sul ring, Galerie Diagramma, Legnano, Italie
  - Io mescolo tutto, Cocaïna Fra Angelico, Galleria d'arte moderna, Bologne

- 1977
  - Azione teorica, Galerie Libero per, Naples
  - Action Laure, Galerie Isy Brachot, Bruxelles
  - A Hot Afternoon 1, Documenta VI, Cassel

- 1978
  - Little journey 1, Museum Moderner Kunst, Vienne
  - A Hot Afternoon II, Quadrum Galeria, Lisbonne
  - Mezzogiorno a Alimena 1, Galleria d'arte moderna, Bologne
  - Little journey II, Los Angeles Institute of Contemporary Art, Los Angeles
  - Mezzogiorno a Alimena II, Art Institute, San Francisco

- 1979
  - Mezzogiorno a Alimena 3, Centre Georges Pompidou, Musée national d'art moderne, galeries contemporaines, Paris
  - Little journey III, Goethe Institut, Paris

#### Installations
- 1968
  - La pêche endeuillée, atelier Turin
  - Terre protégée I, environs de Turin, Italie; Museum of Contemporary Art, Tokyo

- 1969
  - Structure affirmée - Barrière impénétrable, Pavillon Baltard, Paris
  - Ricordo avvolto di un mattino blu, San Giorgio Canavese

- 1969-70
  - Stripe-rake, Galerie Franzp, (Franz Paludetto) Turin
  - Désert traces, Galerie Franzp, (Franz Paludetto) Turin
  - Acqua Alta / Pali / Venezia, Galerie Rive Droite, Paris

- 1970
  - Terre protégée III, Fenestrelle
  - La pêche endeuillée, Galerie Diagramma, Milan, et LP220, (Larcade-Paludetto) Turin

- 1971
  - Gina Pane - Pesca luttuosa (la pêche endeuillée), Galerie LP 220, (Larcade-Paludetto) Turin
  - Le riz n°1, Galerie Rive Droite, Paris, et Galerie Argès 2, Bruxelles
  - 1982 - Installation   galerie / Journal  "Axe Sud" - Toulouse  "Partition/Action"

#### Film et vidéo de l'artiste
- 1968
  - Solitrac, film 16 mm, noir et blanc, 9 min, interprété par Anne Marchand ; cameraman : C. Valesy. Sélectionné en 1993 pour le 15e Festival international de Créteil et du Val de Marne : « Films de femmes »
- 1977
  - Action Little Journey, réalisée le 5 octobre 1977, au Centre Georges Pompidou ; vidéo en couleurs, sonorisée, 10 min

#### Vidéos documentaires
- 1971
  - Nourriture / Actualités T.V. / Feu, réalisée le 24 novembre 1971, à 19h30 chez monsieur et madame Frégnac, Paris XIVe ; vidéo en noir et blanc, sonorisée, 31 min 30 s, caméra : Daniel Orsi
- 1972
  - Le lait chaud, réalisée le 31 mai 1972, à 20h00 chez Jean et Mila Boutan, Paris Ve ; vidéo en noir et blanc, non sonorisée, 41 min 11 s, caméra : Daniel Orsi
- 1973
  - Autoportrait(s), réalisée le 11 janvier 1973, à 19h30, à la Galerie Rodolphe Stadler, Paris VIe ; vidéo en noir et blanc, sonorisée, durée : 45 min 53 s, caméra : Daniel Orsi
- 1974
  - Psyché (essai), réalisée le 24 janvier 1974, à 19h30 à la Galerie Stadler, Paris Vie ; vidéo noir et blanc, non sonorisée, durée : 72 min, caméra : Carole Roussopoulos
  - Action mélancolique 2 × 2 × 2, réalisée le 8 octobre 1974, au Studio Morra, Naples ; vidéo en noir et blanc, sonorisée, durée : 41 min 30 s, nom du cameraman non précisé
- 1975
  - Death control, réalisée le 23 janvier 1975, à la Galerie Stadler, Paris VIe ; vidéo en noir et blanc, sonorisée, durée : 10 min, caméra : Carole Roussopoulos
  - Discours mou et mat, réalisée le 28 juin 1975, à la Galerie de Appel, Amsterdam ; vidéo en noir et blanc, sonorisée, durée : 18 min 30 s, nom du caméraman non précisé

#### Expositions collectives
- 1968
  - Grands et Jeunes d’aujourd’hui, IXe salon, Salles d’exposition Wilson, Paris
  - Occupation des lieux, Centre culturel américain, Paris

- 1969
  - Festival, Avignon
  - Work in progress, Centre culturel américain, Paris
  - Manifestation Biennale et internationale des jeunes artistes, 6e Biennale de Paris, Musée d’art moderne de la Ville de Paris
  - Maison des Jeunes et de la culture, Grenoble
  - 44 sculptures monumentales, Fondation Port-Barcarès

- 1970
  - From concept,  New York
  - Grands et Jeunes d’aujourd’hui, XIe salon, Pavillon Baltard, Paris
  - Donner à voir, Pierre Restany, Paris
  - Art concept from Europe, Galeria Bobino, New York
  - Estampes originales, Librairie La Hune, Paris

- 1971
  - Musée Galliéra, Paris
  - 4a Biennale di Bolzano, Palazzo della fiera, Bolzano

- 1972
  - IVe Biennale, Belgrade.

- 1973
  - Regarder ailleurs, XXIVe Mai musical, Palais de la Bourse, Bordeaux
  - L'art actuel en France, (autour du livre de Anne Tronche et de Hervé Gloaguen), ARC, Musée d'art moderne de la Ville de Paris

- 1974
  - Foire de Bâle, Galerie Diagramma, Milan

- 1975
  - Galerie nächst St. Stephan, Vienne
  - L'art corporel, Galerie Stadler, Paris
  - Bodyworks, Museum of Contemporary Art, Chicago
  - L’art vidéo, Musée d’art moderne de la Ville de Paris
  - L’art vidéo, Palais des Beaux-Arts, Bruxelles
  - La jambe, Château-Musée, Dieppe
  - Nouvelles tendances, Galerie Krinzinger, Innsbruck
  - Deuxième rencontre internationale ouverte de vidéo, Espace Pierre Cardin, Paris
  - Galerie Magma, Florence
  - Mosaico, Gastaldelli-Arte contemporanea, Milan

- 1976
  - L’Oreille de Van Gogh, Galerie Germain, Paris
  - Frauen machen Kunst, Galerie Magers, Bonn.
  - Galerie Arte Verso, Genève
  - Musée national d’art moderne, Centre Georges Pompidou, Paris
  - Magma (exposition internationale de femmes artistes réalisée par Romana Loda), musée du Castelvecchio, Vérone

- 1977
  - L’art corporel, Galerie Isy Brachot, Bruxelles
  - Galleria d’arte moderna, Bologne
  - Documenta VI, Cassel

- 1978
  - 6e Biennale internationale d’art graphique, Florence
  - International performance festival 1978, Österreichischer Kunstverein, Vienne
  - Photo-Constat, Photo-graphie, Galerie Stadler, Paris
  - Symposium « Performance », Office franco-allemand pour la jeunesse, Aix-la-Chapelle
  - Gina Pane et Performances autrichiennes, Foire internationale d’art contemporain, Galerie Krinzinger, Grand Palais, Paris
  - Polar Crossing, 3 Europeans : Richard Kriesche, Gina Pane, Petr Stembera, Los Angeles Institute of Contemporary Art, Los Angeles ; San Francisco Art Institute

- 1979
  - Télouze cinoche (vidéos et films réalisés par des artistes), A.D.D.A., Marseille ; Musée des Beaux-Arts de Toulon ; Musée de Martigues
  - Art vidéo (organisé par l’atelier de recherche esthétique), Bibliothèque municipale de Caen
  - Tendances de l’art en France 1968-1978/9, n° 2 – Les partis pris de Gérald Gassiot-Talabot, ARC, Musée d'art moderne de la Ville de Paris

- 1980
  - Progetti speciali, Biennale de Venise
  - Vidéo – photo – performance, Goethe Institut, Paris
  - Dal corpo ai nuovi media. Filmperformance, Palazzo reale, Gênes

- 1981
  - Art corporel, Maison de la culture de Nevers
  - 3e Symposium international de la performance, E.L.A.C., Lyon
  - Typisch Frau, Galerie Philomène Magers, Bonn
  - Regarder l’art, Centre culturel, Cergy-Pontoise

- 1982
  - Isy Brachot chez Louis K. Melsel Gallery, New York
  - Maison de la culture, Rennes
  - Musée d’Ixelles, Bruxelles
  - Performance Zwei, Künstlherhaus Bethanien, Berlin.

- 1983
  - …Se voir en peinture, Maison des arts André Malraux, Créteil
  - 1re triennale le Landeron ’83 « La femme et l’art », le Landeron, Suisse
  - Les étudiants 97 / 75 des ateliers d’art sacré, Galerie Oudin, Paris
  - Festival Andere Avant-Garde, Brucknerhaus, Linz
  - Panorama d’art contemporain en France 1960-1980, Centre culturel, Coutances
  - L'art corporel (autour du livre de François Pluchart), Galerie Isy Brachot, Bruxelles.

- 1984
  - Murs blancs pour chambre noire, Exposition des collections du Fonds régional d'art contemporain Rhône-Alpes ; Maison de la culture et de la communication, Saint-Étienne Centre national des arts graphiques et plastiques, Paris
  - La part des femmes dans l’art contemporain, Centre d’animation culturelle de Vitry-sur-Seine
  - Écritures dans la peinture, Villa Arson, Nice
  - Le vivant et l’artificiel, Hospice Saint-Louis, Avignon
  - Grands et jeunes d’aujourd’hui – art cinétique, peinture, sculpture, Grand Palais, Paris
  - 10 grands, 10 jeunes, sélection J.-L. Chalumeau, Grand Palais, Paris

- 1985
  - Ceci n’est pas une photographie, Frac Aquitaine, Mont-de-Marsan
  - Art 16’85, Foire de Bâle, Galerie Isy Brachot

- 1986
  - 15 artistes à la Chapelle Saint-Louis de La Salpêtrière, Paris

- 1987
  - Convergences sud, Maison de Gascogne, Auch
  - Continuous Changes, Anvers
  - Les années 1970, les années mémoire, Abbaye Saint-André, Centre d’art contemporain, Meymac
  - Dessins and Co, Chapelle des Augustins, Toulouse
  - Et pendant ce temps-là en France... , Musée national d'art moderne, Centre Georges-Pompidou, Paris
  - Avant-goût avant Prague, Préfecture de Bobigny
  - De la photo comme peinture, Galerie municipale d’art contemporain, Centre culturel Théo Argence, Saint-Priest
  - Memoria del video - Vent’anni di eventi video in Italia, Padiglione d’arte contemporanea, Milan

- 1988
  - L’or et son mythe, Grand Palais, Paris
  - Le corps dans tous ses états, Musée municipal, Cambrai
  - L’amour de l’art, exposition du Frac Midi Pyrénées, Réfectoire des Jacobins, Toulouse
  - Les années 1970, les années mémoire, Galerie Les Ponchettes, Nice
  - Figuratives, Espace Le Lucernaire, Fondation Camille, Paris
  - Icônes, Musée de la Castre, Le Suquet, Cannes

- 1989
  - Coup d'envoi ou l'art à la lettre, Musée de la Poste, Paris
  - Beyond Performance, Arti et Amicitiae, Amsterdam
  - Corps-Figures, Artcurial, Paris
  - Dimensions jouet, Centre de la Vieille Charité, Marseille
  - Ressource Kunst, die Elementen gesehen, Kunstlerhaus Bethanien, Berlin
  - Liaisons et ruptures, Frac Midi Pyrénées, Foix
  - Artluminium, Atrium de la Maison Alcan et Galerie Lavalin, Montréal
  - Dert geschundene Mensch, Francfort
  - 1968-Utopies concrètes dans l'art et la société, Kunstverein, Düsseldorf
  - Identités abstraites et figuratives, Fondation Camille, Evry
  - Metessi tracce passaggi, scritture, gesti impronte d'arte contemporanea, Galerie L. Carrieri, Rome
  - Art Cologne, Galerie Isy Brachot
  - Bad women, Elefanten Press Galerie, Berlin

- 1990
  - New Art from the Mediterranean and Japan, The Fourth International Contemporary Art Exhibition, Museum of Modern Art, Toyama
  - Venus, Moulins albigeois, Albi
  - Une scène parisienne, 1968-1972, Galerie Art & Essai, Centre de l'histoire de l'art contemporain, Université Rennes 2, Rennes ; La Criée, Halle d’art contemporain, Rennes ; Fonds régional d’art contemporain, Châteaugiron

- 1991
  - Le cœur et la raison, Hommage à Pierre Restany, musée des Jacobins de Morlaix
  - L’œuvre et le sacré, Association Villa du Parc, Annemasse
  - Alberola, Bertrand, Cole… une sélection d’œuvres du Fonds régional d’art contemporain Champagne-Ardenne, Frac Champagne-Ardenne, Reims

- 1992
  - Lieux d’histoire – Dix artistes – Dix élèves, musée de l’Hospice Comtesse de Lille

- 1993
  - Différentes natures : visions de l’art contemporain, Galerie Art 4 et Galerie de l’esplanade, La Défense, Paris
  - Il mondo del corpo, Studio Oggetto, Milan
  - L’art en jouets, Galerie Isy Brachot, Paris

- 1994
  - Oh boy, it's a girl!, Feminismen in der Kunst, Kunstverein, Munich
  - L’amour toujours, exposition des collections du Fonds régional d’art contemporain Aquitaine, Le Carré / Musée Bonnat, Bayonne
  - Différentes natures, visions de l’art contemporain, Palau de la Virreina, Barcelone
  - Hors limites : l’art et la vie 1952-1994, musée national d'art moderne, Centre Georges-Pompidou, Paris

- 1995
  - Collisions, Arteleku, San Sebastian
  - Glaube Hoffnung Liebe Tod, Kunsthalle, Vienne
  - Endurance 1914 The Information 1994, Exit Art, The First World, New York

- 1996
  - Body as Membrane, Kunsthallen Brandts Klaedefabrik, Odense
  - L'art au corps : le corps exposé de Man Ray à nos jours, Musée d’art contemporain, Galeries contemporaines, Marseille

- 1997
  - Made in France, Musée national d'art moderne, Centre Georges-Pompidou, Paris.
  - L'Empreinte, Musée national d'art moderne, Centre Georges-Pompidou, Paris
  - Vraiment : féminisme et art, Le Magasin, Grenoble
  - L’art corporel dans les collections, Fonds régional d’art contemporain Champagne-Ardenne, Reims
  - Cycle de vidéos et performances, Institut Valencia d’art modern, Valence ; Museo nacional, Centro de arte Reina Sofia, Madrid

- 1998
  - Out of Actions : between Performance and the Object, 1949-1979, The Museum of Contemporary Art, Los Angeles ; Museu d'art contemporani, Barcelone ; Museum of Contemporary Art, Tokyo
  - Premises : Invested spaces in visual arts and architecture from France, 1958-1998, Guggenheim Museum, New York

- 1999
  - Visible Invisible, Centre d'art sacré contemporain, Pontmain
  - Lie of the Land, earth body material, John Hansard Gallery, Southampton.

- 2000
  - Lie of the Land, earth body material, Arnolfini Gallery, Bristol
  - Et l’art se met au monde, Prologue pour la biennale, Institut d’art contemporain, Fonds régional d’art contemporain Rhône-Alpes / Nouveau Musée, Villeurbanne
  - Narcisse blessé, autoportraits contemporains 1970-2000, Passage de Retz, Paris

- 2001
  - Marked, a season of work exploring the body as site, metaphor and material, Arnolfini Gallery, Bristol
  - El instante eterno, Espai d’art contemporani, Castello de la plana, Espagne
  - Huesca Imagen, Diputacion de Huesca, Espagne
  - Éloge de l’intuition – Paul-Armand Gette – Gina Pane, site de l’abbatiale de Saint-Philibert de Grand Lieu, le Prieuré, Saint-Philibert de Grand Lieu
  - Entrée en matière – La sculpture européenne dans la collection du Fonds régional d’art contemporain des Pays de la Loire, Abbaye de l’Épau, Yvré-l’Évêque
  - A comme Accident, Galerie Chantal Crousel, Paris
  - L’archive entre collection et production, Galerie Art et essai, Université Rennes 2, Rennes

- 2002
  - Decima biennale d’arte sacra contemporanea. Nel Segno della Luce, Fondazione Stauros Italiana Onlus, San Gabriele – Isola del Gran Sasso
  - Art Paris au Carrousel du Louvre, (Galerie Joseph Dutertre), Paris
  - Les années 70 : l’art en cause, CAPC Musée d’art contemporain, Bordeaux

- 2003
  - Micropoliticas. Arte y cotidianidad (2001-1968) , Espai d’Art Contemporani de Castello
  - L’équilibre du chaos ou l’expression des passions, Œuvres de la collection du Fonds régional d’art contemporain des Pays de la Loire, Sablé-sur-Sarthe
  - Art, lies and Videotape : Exposing Performance, Tate, Liverpool

- 2004
  - 17 artistes à 17 ans, Musée Rimbaud, Charleville-Mézières
  - Pour les oiseaux (exposition en hommage à Jean-François Taddei) , Fonds régional d’art contemporain des Pays de la Loire, Carquefou
  - Hors-d’œuvre : ordre et désordres de la nourriture, CAPC Musée d’art contemporain, Bordeaux
  - D’une image qui ne serait pas du semblant : la photographie écrite 1950-2005, Passage de Retz, Paris
  - Il bello e le bestie, Museo di arte moderna e contemporanea di Trento e Rovereto ; Museum Kunst Palast, Düsseldorf
  - Acte I. Pour un nouveau Musée, salle d’exposition du quai Antoine-Ier, Principauté de Monaco

- 2005
  - Seven Easy Pieces, Solomon R. Guggenheim Museum, New York

## Citations
« Vivre son propre corps veut dire également découvrir sa propre faiblesse, la tragique et impitoyable servitude de ses manques, de son usure et de sa précarité. En outre, cela signifie prendre conscience de ses fantasmes qui ne sont rien d’autre que le reflet des mythes créés par la société… le corps (sa gestualité) est une écriture à part entière, un système de signes qui représentent, qui traduisent la recherche infinie de l’Autre. »

### Livres de l'artiste
- 1969
  - Moments de silence : I, recueillis en 8 documents, novembre 1969 - octobre 1970, Galleria LP 220, Turin
- 1970
  - 1944/19.., Librairie galerie du Fleuve, Bordeaux

### Textes de l'artiste publiés
- 1972
  - « Gina Pane : briser les servo-mécanismes », Artitudes, no 7, juin
- 1973
  - « Le corps et son support image pour une communication non linguistique (janvier 1973)», Artitudes International, no 3, février-mars
- 1974
  - « Lettre à un(e) inconnu(e) », Artitudes International, no 15/17, oct.-décembre 1974, page 14
- 1975
  - « Le langage du corps... », (texte sans titre daté du 24 juin 1974), Opus International, no 55, avril 75, page 45
  - « Lettre ouverte », Artitudes International, no 24/26, juin-septembre, page 28
- 1976
  - « La négresse flashée et sa rémanence », Artitudes International, no 33/38, juin 1976-mars 1977, page 13
  - « Morte / Borghesia / Ferita / Morte : il corpo collettivo (Mort / Bourgeoisie : Corps collectif) », Controcultura, Brescia, no 1, 15 septembre, page 12
- 1977
  - « La cuisine d’une action », Artitudes International, no 39/44, avril-novembre
  - « Action « Laure », « La femme surréaliste », Obliques, Nyons, n°14-15, 1977, page 171
  - « Le temps d’une action », + - 0, n° 18, juillet-septembre 1977
  - « Le corps du discours », Les Nouvelles littéraires, n° 2604, octobre, page 21
- 1980
  - « Travail de l’action », Gina Pane - Travail d’action, Galerie Isy Brachot, 13 mars-26 avril, Ed. Galerie Isy Brachot, Paris, n.p.
  - « Le langage que j’ai élaboré... (Travail de l’action) », Art actuel, Skira Annuel, n° spécial, 1970-1980, n° 6, ed. Skira, S. A., Genève, Suisse
- 1981
  - « Le musée, but ou fin de l’art ? », Helena Kontova, « From Performance to Painting », Flash Art, Milan, n° 106, février-mars 1982, pages 16-21
  - « Partition/action », Axe Sud, Toulouse, n° 6, automne 1982, page 39
- 1982
  - « Le germe de la vie », Art Press, n° 74, octobre 1983, page 66
  - "Partition/Action" - Revue "Axe-Sud" N°6 - automne 1982
- 1986
  - « Témoignages : Gina Pane », Opus international, n° 100, hiver 1986, page 43
- 1996
  - « La douleur », non daté, Les Revues parlées, Paris, Centre Pompidou, brochure publiée à l’occasion du Colloque international, 29 mai 1996, n.p.
- 2004
  - Lettre à un(e) inconnu(e), textes réunis par Blandine Chavanne et Anne Marchand avec la collaboration de Julia Hountou, Paris, Ensba

### Catalogues d'expositions personnelles
- 1970
  - Gina Pane, Galerie Rive Droite, Paris, 11 juin-20 juillet ; Paris, Galerie Rive Droite
- 1980
  - Gina Pane - Travail d’action, Galerie Isy Brachot, Paris VIème, 13 mars-26 avril ; Paris VIème, Isy Brachot
- 1983
  - Gina Pane - Partition et dessins, Galerie Isy Brachot, Paris VIème, 7 décembre 1983- 7 janvier 1984 ; Paris, Isy Brachot, 1983
- 1985
  - Gina Pane Partitions Opere multimedia 1984-85, Pavillon d’Art Contemporain de Milan, 29 novembre 1985 - 13 janvier 1986 ; Milan, Mazzotta, 1985
- 1986
  - Gina Pane - La légende dorée 1984/86, Musée d’Art Moderne de Villeneuve-d’Ascq, 26 septembre-7 décembre ; Villeneuve-d'Ascq, musée d'Art Moderne
- 1987
  - Gina Pane, Galerie Christine et Isy Brachot, Bruxelles, 3 décembre 1987-23 janvier 1988; Bruxelles, Isy Brachot, 1987
- 1989
  - Gina Pane - La chair ressuscitée, Kunst Station Sankt Peter, Cologne, 14 septembre- 22 octobre ; Cologne, Isy Brachot
- 1990
  - Gina Pane, Palau de la Virreina, Barcelone, mai-juin; Barcelone, Ajuntament de Barcelona
  - Gina Pane, Cadran Solaire - Troyes, 29 septembre-2 décembre ; Troyes, Centre d’Art contemporain
- 1998-99
  - Gina Pane Opere 1968-1990, Reggio Emilia, Chiostri di San Domenico, 30 octobre 1998 - 17 janvier 1999 ; Italie, Charta
- 2000
  - Gina Pane, École supérieure des Beaux-Arts, Le Mans, 22 janvier - 4 mars ; Le Mans, École des Beaux-Arts
- 2001-02
  - Gina Pane, John Hansard Gallery, University of Southampton, Angleterre, 27 novembre 2001 – 19 janvier 2002 / Arnolfini Gallery, Bristol, Angleterre, 23 février – 14 avril 2002 / Tate Modern, Londres, avril – octobre 2002 ; Éditions John Hansard Gallery, University of Southampton & Arnolfini Gallery, Bristol ; Angleterre, 2001, 95 pages
- 2002
  - Gina Pane, Musée des Beaux-Arts, Nancy, 18 mai – 19 août ; Éditions Musée des Beaux-Arts de Nancy & Réunion des Musées Nationaux, Collection ReConnaître, 64 pages
- 2011
  - Gina Pane : Situation idéale, Musée des Beaux-Arts de Nantes, Frac des Pays de la Loire, Hangar à Bananes, Nantes, 6 février - 26 avril 2009, Les presses du réel, 174 pages

### Livres sur l'artiste
- 2012
  - Duplaix, Sophie, Gina Pane : terre-artiste-ciel, Actes Sud, 264 pages
- 1997
  - Anne Tronche, Gina Pane : Actions, Fall édition, Paris

### Écrits de l'artiste
- 2004
  - Gina Pane, Lettre à un(e) inconnu(e), ENSBA, Paris